# 올가 디호비치나야
올가 유리예브나 디호비치나야(러시아어: О́льга Ю́рьевна Дыхови́чная, 결혼 이전의 성: 골랴크(Голяк), 1980년 9월 4일 ~ )는 벨라루스 출신의 배우이다. 민스크 출신으로 러시아 영화 감독 이반 디호비치니와 결혼하였다. 영화 《라이프》(2017)에 출연하였다.

## 출연 작품
- 라이프 - 예카테리나 골로브키나 역